# Denis Nesci
Domenico Denis Nesci, född 25 juli 1981 i Polistena, är en italiensk politiker (Italiens bröder). Han är ledamot av Europaparlamentet sedan 2022 och han hör där till Gruppen Europeiska konservativa och reformister (ECR).
Raffaele Fitto avgick 2022 som ledamot av Europaparlamentet för att tillträda som Italiens Europaminister och efterträddes av Nesci.